# Про що мовчать дівчата
«Про що мовчать дівчата» — російський комедійний фільм 2013 року.

## Зміст
Четверо подружок вирішують відпочити від трудових буднів. Для цих цілей вони купують квитки до Іспанії і замовляють собі місця на розкішному SPA-курорті. І ось Москва залишається позаду, а попереду тільки відпочинок, плескіт хвиль і оздоровчі процедури. Обстановка спонукає поділитися найпотаємнішим, навіть таким, про що завжди мовчать...

## У ролях
- Ірина Пегова — Лєрочка
- Юлія Пересільд — Юля
- Олеся Судзіловська — Лада
- Ольга Смирнова — Катя
- Таїсія Вілкова — Тася
- Михайло Пореченков — Володимир Петрович Веденєєв — російський олігарх